# Coenypha
Coenypha là một chi nhện trong họ Thomisidae.